# Neta N01
Pour les articles homonymes, voir N01.
Le Neta N01 (哪吒N01) est un modèle de véhicule métis électrique produit par Hozon Auto sous la marque Neta (Nezha). Il est fabriqué par la Zhejiang Hezhong New Energy Automobile Company.

## Aperçu

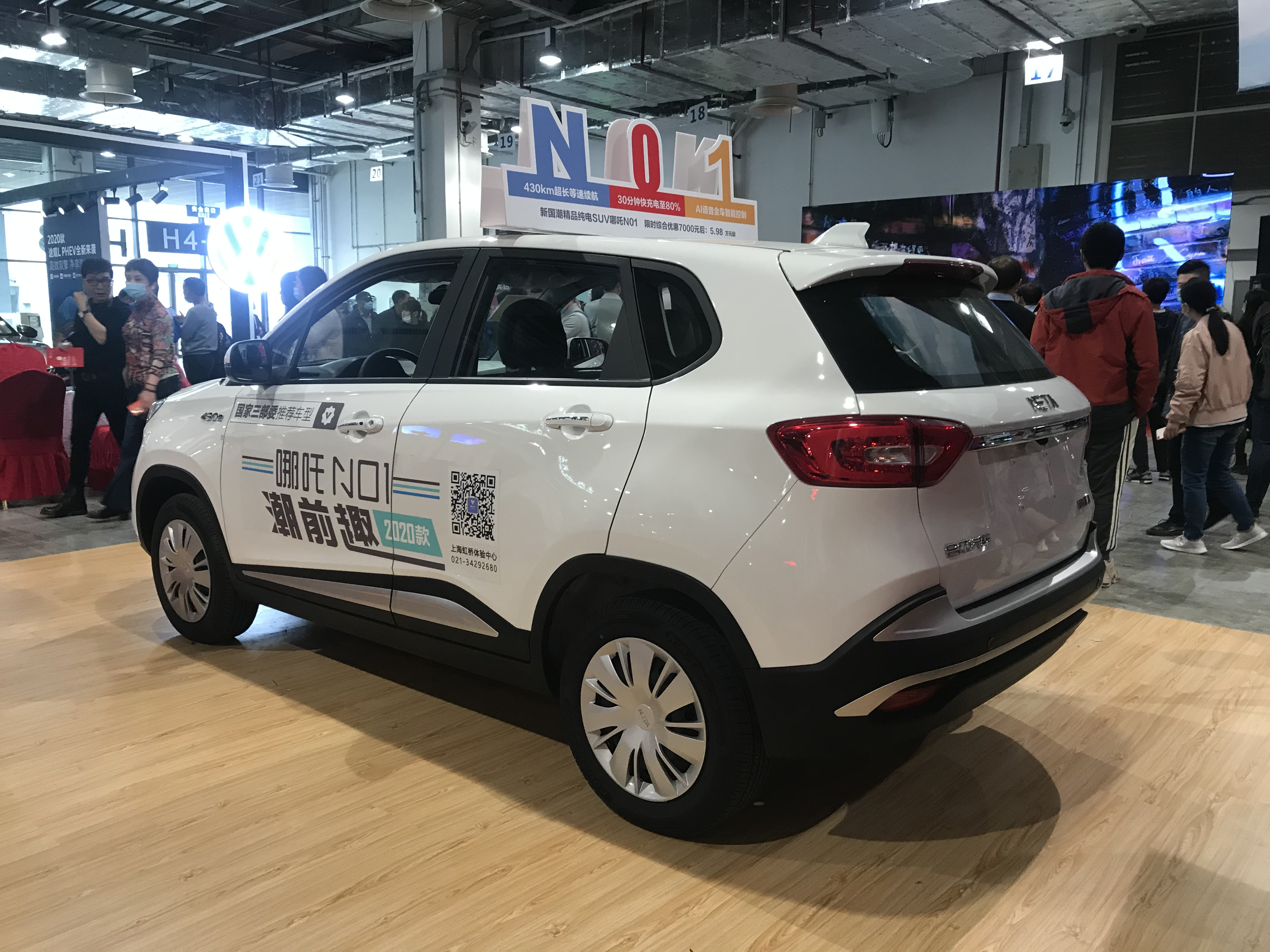
Neta N01 vue arrière

Le Neta N01 a été lancé en 2018 au 3ème trimestre, avec 3872 mm de long pour 1648 mm de large et 1611 mm de haut, il est l'un des modèles les plus compactes du marché chinois. Il est propulsé par un moteur électrique d'une puissance de 75 Cv et 175 Nm de couple.
En 2019, le Neta N01 a reçu un lifting au niveau de la face avant, des pare-chocs avant et arrière.